# Marakkar: Lion of the Arabian Sea
Marakkar: Leão do Mar da Arábia (Marakkar – Arabikadalinte Simham) é um filme biográfico e narra a  história do lendário Kunjali Marakkar IV e sua guerra épica contra os invasores portugueses. É um filme épico, carregado de ação e patriotismo, que mostra em suas cores a Guerra e o teor dramático pelas quais passou Zamorin, naquele referido período.
Escrito por Priyadarshan, dirido por Priyadarshan e com a sonoplastia de Ronnie Raphael, o filme seguiu, com certo louvor, os padrões de Hollywood na fabricação e efeitos visuais e, concluiu por alcançar certa performance em seus 181 minutos de duração. 
O filme produzido pela Aashirvad Cinemas, Moonshot Entertainment, Confident Group, ganhou as telas em 2 de dezembro de 2021. E, nas palavras do diretor, ficou claro que ele, com esta produção, tentou criar um filme que encantasse o público de uma forma criativa. O filme faz justiça a essas palavras. 

## Enredo
O filme conta a história de Kunjali Marakkar IV (popularmente conhecido como Muhammad Ali), o quarto chefe tribal malaio [rebelde] e um comandante naval do Calicut Zamorin. Ele foi o primeiro comandante naval indiano, conhecido como Leão de Marakkar do Mar da Arábia, que lutou contra o exército português invasor, comandando as frotas de Zamorin, no Século XIV.  Ele foi um capitão valente  e defendeu a independência de seu povo e dos índios na guerra contra os portugueses. Ele disse ter vencido 16 dessas batalhas com suas estratégias impecáveis e habilidades de luta.

## Curiosidades
- Quatro navios em tamanho real foram feitos para o filme em Ramoji Film City, Hyderabad.
- O filme Malayalam produzido e filmado em Ramoji Film City, Hyderabad, Índia, teve um valor orçado para sua produção de aproximados $ 1.000.000.000 "INR 60 milhões" (INR 1 bilhão). Foi a produção mais cara já feita.
- Marakkar IV, é o filme mais caro da história do cinema malaiala.
- Marakkar foi nomeado para Melhor Filme no 67º National Film Awards.

## Elenco
| Ator/Atriz           | Personagem                                 |
| -------------------- | ------------------------------------------ |
| Mohanlal             | como Kunjali Marakkar IV                   |
| Suniel Shetty        | como Chandroth Panicker                    |
| Arjun Series         | como Anandan                               |
| Manju Warrier        | como Subaida                               |
| Nedumudi Venu        | como Samoothiri…                           |
| Pranav Mohanlal      | como Kunjali Marakkar IV (jovem)           |
| Keerthy Suresh       | como Aarcha                                |
| Kalyani Priyadarshan | como Aisha                                 |
| Ashok Selvan         | como Achuthan                              |
| Siddique             | como Pattu Marakkar                        |
| Max Cavenham         | como Commandante André Furtado de Mendonça |
| Jay J. Jakkrit       | como Chiang Juvan…                         |
| Mukesh               | como Dharmoth Panicker                     |
| Prabhu               | como Thangudu                              |
| Paul Huntley-Thomas  | como Alphonso de Noronha                   |
| Fazil                | como Kutti para Ali Marakkar como ...      |
| Suhasini             | como Khadeejumma                           |
| Toby Sauerback       | como Vice-rei Francisco de Gama            |